# Kosmas (Grecia)
Kosmas  este un oraș în Grecia în Prefectura Arcadia.